# Dan Nicolae Rahău
Dan Nicolae Rahău (n. 30 aprilie 1959) este un fost senator român în legislatura 2000-2004, ales în județul Constanța pe listele PDSR care a devenit PSD în iunie 2001. Dan Nicolae Rahău a fost membru în grupurile parlamentare de pritenie cu Republica Franceză-Senat și Republica Coasta de Fildeș. 